# Hombres cetrinos

Esquema de división racial de los hombres cetrinos u orientales.

En el universo imaginario del autor británico J. R. R. Tolkien, los Hombres Cetrinos u Orientales son el último grupo de Hombres que penetró en Beleriand pero que no fueron considerados Edain por los Elfos, dado la traición de un grupo de estos en la Nírnaeth Arnoediad.
Sus características físicas los diferenciaban de los otros Hombres: se trataba de hombres de baja estatura y brazos largos, de fuerte contextura física; de tez cetrina hasta alcanzar el amarillento, con ojos y cabellos oscuros.
Así y todo sus costumbres no eran muy diferentes de los otros Edain, puesto que tenían el mismo origen y se habían mezclado en muchas ocasiones con las tres casas, en especial la de Bëor y la de los Haladim: Sus mujeres eran fuertes y muy guerreras y su lengua era muy parecida a la de los Hombres de Bëor, en especial sus nombres; ahora bien, todas las lenguas de Orientales y Atani parecían tener un denominador común: la influencia del Khûzdul, que aprendieron en su viaje al occidente, al encontrarse con las Casas de los Enanos Orientales. Y si bien el élfico de los elfos de las Montañas Nubladas no pareció haberlos influenciado, a pesar de su contacto muy pronto, en Beleriand, lo aprendieron y pudieron comunicarse en especial los que se pusieron al Servicio de Maedhros.

## Origen e historia
El término Orientales, que definían a estos Hombres, es por lo menos engañoso pues su origen era el mismo de todos: es decir nacidos en Hildórien. Sobre su patrón de migración se sabe muy poco, pero al haberse encontrado primero con los Haladim y al haber sido antepasados de los Haradrim suponemos que usaron la ruta por el sur de Mordor, algunos siguieron hacia el Harad y otros remontaron por el Anduin, pero no lo cruzaron por Cair Andros sino que siguieron al norte instalándose en las Tierras Pardas, durante un tiempo. 
Por lo Tanto debieron haber cruzado las Hithaeglir, por los pasos sureños, hasta Eriador, en donde se encontraron por primera vez con los Hombres de la Casa de Haleth, en las cercanías de Bree y una parte de su hueste se asentó en esa región. También es probable que algunos siguieran al norte y sobre las laderas occidentales de las Montañas Nubladas formaran el pueblo de Montañeses que estuvieron al servicio del reino de Angmar, en la Tercera Edad. Como fuere, en la Primera Edad, se habrían mezclado con los Bëorrim y los Haladim conformando la raza denominada por Tolkien como Hombres Medios y que fueron la población estable de Eriador durante todas las Edades.

### En Beleriand
Dos huestes distintas de orientales habrían penetrado en Beleriand, la Casa de Bór]] y la Casa de Ulfang, ambas siguiendo el mismo camino por el norte, que continuó luego la Casa de Hador, pero nunca llegaron a Estolad. La primera Casa se instaló en Himring y en Lothlann. El hijo de Fëanor, Maedhros, tomó a muchos a su servicio y les permitió morar en esas tierras. Ulfang y sus hombres se dirigieron más al sur y se instalaron en Thargelion y, aunque se mantenían aislados, tenían tratos con los Hijos de Fëanor, especialmente con Caranthir, que reinaba en esa región.

### La traición de los Hombres Cetrinos
La derrota final de los Noldor en Beleriand que se dio en la Nírnaeth Arnoediad obedeció a varios factores que no analizaremos aquí, salvo uno: la traición del Uldor "El Maldecido".
En el año 468 de la Primera Edad del Sol, Maedhros puso en marcha lo que se llamó la «Unión de Maedhros», un plan perfectamente organizado para derrotar a Morgoth. Contaba para ello las fuerzas de casi todos los reinos de los Noldor (a excepción de Orodreth), más la de todas las casas de los Hombres y de los Enanos de Nogrod y Belegost. El mismo Maedhros dio instrucción militar a los Hombres Cetrinos y estos convocaron a más de su gente que moraba en el este. Su idea era atacar por todos los flancos a Angband en forma coordinada; El avanzaría sobre Morgoth por el este y Fingon, a una señal con un Fanal en Dorthonion, con el resto de las fuerzas lo haría por el Oeste. 

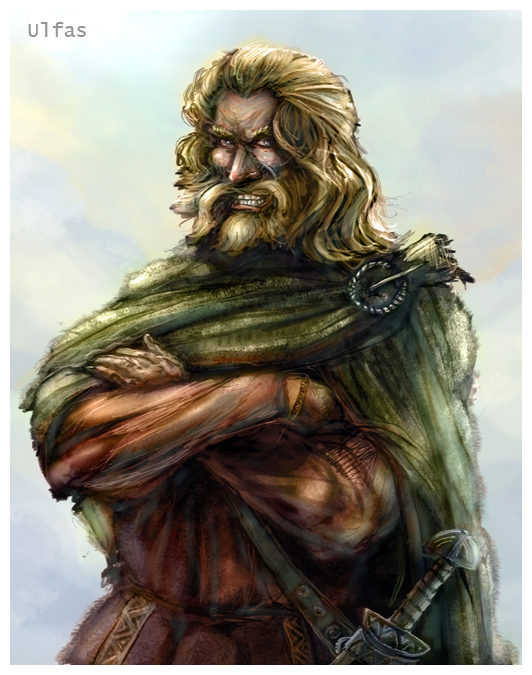
Ulfast.

Pero el avance de los Hijos de Fëanor se demoró porque Uldor engaño a Maedhros con falsos avisos de ataque desde Angband y por lo tanto las fuerzas del oeste quedaron a merced del Señor Oscuro. Cuando por fin llegaron ya era demasiado tarde el resto de los Elfos y Hombres se retiraban desordenadamente. 
En ese momento muchos orientales que pertenecían a la Casa de Ulfang se dieron vuelta y huyeron dejando disminuidas las fuerzas de Maedhros y los hijos de Ulfang se unieron a los Orcos y demás bestias de Morgoth atacando por la retaguardia a los hijos de Fëanor. Además, Uldor había convocado y escondido un ejército de Orientales que entraron en acción poco tiempo después. Atacado por tres flancos el ejército de Maedhros fue dispersado y derrotado. Los únicos Orientales que se mantuvieron fieles y lucharon contra su propio pueblo fueron los de la Casa de Bór, e incluso los hijos de Bór dieron muerte a Ulfast y a Ulwarth, los hijos menores de Ulfang, pero casi nadie de la Casa de Bór sobrevivió al ataque.
Se cree que durante mucho tiempo Morgoth estuvo convenciendo y alistando a los Hombres Cetrinos de Ulfang para sus propósitos y con el afán de vencer a los enemigos, Elfos y Hombres. Como recompensa a la traición El Vala Maligno les cedió a estos el Señorío sobre Hithlum pero les prohibió abandonarlo, quedando aislados del resto de los hombres y sometiendo al Pueblo de Hador. Con esa pobre recompensa se demostró como trataba Morgoth a sus aliados.

Grande fue el triunfo de Morgoth, y cumplió su propósito de modo grato a su corazón, porque los Hombres quitaron la vida a los Hombres y traicionaron a los Eldar, y el miedo y el odio despertaron entre aquellos que tendrían que haber estado unidos. Desde ese día los Elfos se mantuvieron apartados de los Hombres excepto las Tres Casas de los Edain.
— «Quenta Silmarillion», cap. 20